# Парламентские выборы в Испании (1977)
Выборы в Учредительное собрание 1977 года (исп. Cortes Constituyentes) состоялись 15 июня и стали первыми парламентскими выборами после смерти Франсиско Франко. Предыдущие свободные всеобщие выборы были проведены в 1936 году, до начала гражданской войны в Испании и установления диктатуры Франко.
Выборы проходило на основе всеобщего избирательного права при тайном голосовании с использованием закрытого списка пропорционального представительства в 52 избирательных округах, соответствующих 50 провинциям Испании и африканским анклавам Сеута и Мелилья. В крупнейших округах, Барселоне, Мадриде и Валенсии, избирались 32, 31 и 15 членов нижней палаты парламента соответственно. В других округах были избраны от 3 до 12 депутатов. Исключение составляли Сеута и Мелилья, которые были одномандатными округами. Места в парламенте были распределены с использованием метода д'Ондта, право на получение мандатов имели только списки, за которые проголосовали не менее 3 % от общего количества избирателей, при этом учитывались и пустые бюллетени. Из всех партий, которые поддержали Вторую республику, или произошедших от них, только коммунисты были легализованы до выборов, и, следовательно, смогли принять в них участие.
Выборы проходили на фоне плохой экономической ситуации в Испании. Предвыборная кампания сопровождалась демонстрациями против предполагаемых нарушений и взрывами во многих областях. В Барселоне у здания, в котором располагался местный избирательный совет, собрались 2000 демонстрантов, утверждавших, что они не были включены в списки избирателей. Двое полицейских получили ранения, когда коктейль Молотова был брошен в их автомобиль. В Севилье, три человека, в том числе двое полицейских, получили незначительные травмы после взрыва бомбы в суде. Ещё четыре взрыва произошли в Памплоне и два в Кордове.
Результаты выборов продемонстрировали умеренные настроения большинства избирателей, проголосовавших за правоцентристские и левоцентристские партии. Бывший франкистский министр Адольфо Суарес, назначенный премьер-министром королём 3 июля 1976 года для проведения политических реформ, организовал широкую коалицию центристских партий Союз демократического центра, которая смогла одержать победу на выборах, хотя и не получила большинства мест, что вынудило её работать с оппозиционными партиями с обеих сторон политического спектра, включая правых из Народного альянса и левых, социалистов и коммунистов.
Сюрпризом стало успешное выступление не так давно воссозданной Испанской социалистической рабочей партии, которая во главе с молодым адвокатом Фелипе Гонсалесом завоевала 118 мест, став крупнейшей оппозиционной силой, опередив коммунистов, за время диктатуры Франко ставших главной партией антифранкистского сопротивления. Результаты выборов разочаровали Коммунистическую партию, которая во главе с Сантьяго Каррильо рассчитывала по их итогам получить от 30 до 40 мандатов.
Ведущей силой правого фланга стала федерация партий Народный альянс, созданная Мануэлем Фрага, который был министром в годы правления Франко и получил пост вице-премьера и министра внутренних дел в первом постфранкистском правительстве. Также, парламентское представительство смогли получить ряд националистических партий, представлявшие каталонцев, басков и галисийцев.

## Предыстория
В июле 1976 Адольфо Суарес по поручению короля сформировал правительство молодых франкистов-«реформистов», которое не включало заметных фигур, так как известные и влиятельные политики Мануэль Фрага и Хосе Мария де Ареильса отказались в него войти. В своём первом выступлении новый премьер-министр представил проект реформы политической системы Испании, заявив, что его цель состоит в том, чтобы «правительства будущего являлись результатом свободного волеизъявления большинства испанцев», и объявил о том, что люди получат возможность свободно выразить свою волю на всеобщих выборах, которые будут проведены через год.
Законопроект о политической реформе, предложенный правительством Суареса, предусматривал что новые кортесы будут состоять из двух палат, Конгресса депутатов и Сената, состоящие из 350 и 207 депутатов соответственно, избираемых всеобщим голосованием, за исключением части сенаторов, которых мог назначить король. При этом неявно были отменены все учреждения франкистского режима без исключения, поэтому закон о реформе был на самом деле скорее о ликвидации, а не о реформировании.
Закон о политической реформе был одобрен франкистскими кортесами 18 ноября 1976 года во многом благодаря тому, что правительство Суареса предприняло ряд манёвров с целью убедить большинство франкистских уполномоченных проголосовать за его принятие. В частности, уполномоченные, занимавшие высокие посты в администрации, в случае отказа поддержать закон рисковали потерять свои должности, другим обещали помочь с избранием в новый парламент. Эти и другие ухищрения объясняют, почему франкистские кортесы решили «покончить с собой». Затем правительство объявило о проведении всенародного референдума 15 декабря, на котором гражданам Испании предстояло одобрить Закон о политической реформе. Была развернута массовая кампания «Да», в которой активно участвовали средства массовой информации, контролируемые правительством. Во многом благодаря этому удалось добиться высокой явки (77,72 %) и подавляющего большинства голосов «за» (97,36 %). Таким образом, политическая реформа, и неявно Монархия и правительство Суареса, были легитимизированы всеобщим голосованием. Всё это позволило назначить всеобщие выборы. Первые после смерти диктатора Франко выборы были назначены королевским указом №20/1977 от 18 марта 1977.

## Законодательная власть
Испанский законодательный орган, Кортесы, которые предстояло избрать 15 июня 1977 года, должен был состоять из двух палат: Конгресса депутатов (нижняя палата, 350 депутатов) и Сената (верхняя палата, от 207 до 248 депутатов). Закон о политической реформе 1977 года предусматривал избрание двухпалатного парламента, который должен был в кратчайшие сроки разработать и принять новую конституцию, тем самым завершив реформу политической системы, созданной Франко после его победы в Гражданской войне. Инициатива по изменению конституции при этом принадлежала Конгрессу и правительство, требуя одобрения абсолютным большинством голосов в обеих палатах. В конечном счёте, для выхода из возможного тупика было предусмотрено проведение совместного заседания обеих палат в качестве единого законодательного органа, на котором можно было принять решение абсолютным большинством голосов.

## Избирательная система
Выборы 1977 года регулировались временным королевским указом, согласно которому предусматривалось голосования на основе всеобщего избирательного права, с участием всех граждан двадцати одного года и старше, имеющих право голоса.
348 мест в Конгрессе депутатов были распределены между 50 многомандатными избирательными округами, каждый из которых соответствовал одной из 50 испанских провинций, ещё два места были предназначены для Сеуты и Мелильи. Каждая провинция имела право как минимум на два места в Конгрессе, остальные 248 мест были распределены среди 50 провинций пропорционально их населению. Места в многомандатных округах распределялись по методу д'Ондта, с использованием закрытых списков и пропорционального представительства. В каждом из многомандатных округов к распределению мандатов допускались только партии сумевшие преодолеть порог в 3 % действительных голосов, которые включали и пустые бюллетени.
Каждый из 47 округов, располагавшихся на полуострове, имел четыре места в Сенате. Островные провинции, Балеарские и Канарские острова, были разделены на девять округов. Три больших округа, Мальорка, Гран-Канария и Тенерифе, получили по три места в Сенате, малые округа, Менорка, Ивиса—Форментера, Фуэртевентура, Гомера—Иерро, Лансароте и Пальма — по одному. Сеута и Мелилья избирали по два сенатора. В общей сложности, в Сенате насчитывалось 207 депутатов, избираемых прямым голосованием, с использованием открытого списка с частичным блоком голосования. Вместо того, чтобы голосовать за партии, избиратели будут голосовать за отдельных кандидатов. В четырёхмандатнах округах избиратели могли проголосовать не более чем за три кандидата, в трёх- и двухмандатных за двух кандидатов, в одномандатных округах за одного кандидата. Кроме того, король мог сам назначать членов Сената, но не более одной пятой от числа избранных сенаторов, при этом числе мест в верхней палате было ограничено 248 депутатами.

## Предвыборная кампания
С конца 1976 года правительство приступило к легализации оппозиционных режиму Франко партий, в том числе, Испанской социалистической рабочей и Народной социалистической партий. Появились и новые политические образования, такие как Народный альянс во главе с бывшим министром Мануэлем Фрага. Правящая и единственная законная в годы франкистского режима партия Национальное движение продолжала свою деятельность, хотя в апреле 1977 года власти приступили к её роспуску. Именно тогда Суарес решил организовать новую политическую силу для участия в выборах. В результате была создана широкая коалиция Союз демократического центра, которая объединила большое количество малых и средних партий разнообразной идеологии: социал-демократы, христианские демократы, либералы, центристы, независимые и другие. Тем не менее, Коммунистическая партия Испании всё ещё оставалась незаконным образованием. Вопрос о её легализации представлял собой камень преткновения для правительства Суареса. Всё же 9 апреля Компартия была окончательно узаконена, несмотря на сильное сопротивление со стороны испанского офицерства. Правительству удалось исправить ситуацию и армейские командиры в конечном итоге приняли легализацию коммунистов как свершившейся факт. В свою очередь, Коммунистическая партия должна была принять монархию как форму правления, а также признать флаг Испанского королевства, отказавшись от использования республиканских флагов на своих митингах.
Враждебность части военных заставили правительство и оппозицию проявить осторожность во время переговорах о новом законе о выборах. Во время избирательной кампании имели место массовые акции против предполагаемых нарушений и террористические акты. Тем не менее, в целом кампания проходила в праздничной атмосфере. Было проведено около 22 000 встреч с избирателями, демонстраций и митингов. Социалисты и коммунисты отметились самыми массовыми митингами своих сторонников, зато присутствие проправительственного Союза демократического центра в государственных СМИ было подавляющим, оказав влияние на исход голосования. Кроме того, Суарес отказался участвовать в дебатах с соперниками, тем самым ограничивая присутствие оппозиции в контролируемых правительством СМИ.
Народный альянс, несмотря на мощные финансовые ресурсы и наличие известных политиков, не смог провести эффективную кампанию. Одной из причин неудачи коалиции стало возвращение в политику Карлоса Ариаса Наварро, одного из наиболее известных политиков Испании периода диктатуры Франко, председателя Совета министров Испании в 1973—1976 годах. Его ультраконсервативная позиция отрицательно сказалась на умеренных избирателях, которые предпочли отдать свои голоса центристам Суареса. Присутствие Сантьяго Каррильо и ряда других коммунистических политиков вызвали у пожилых избирателей воспоминания о гражданской войне, тем самым негативно повлияв на позиции Компартии. В то время как Коммунистическая партия включила в свои избирательные списки ряд ветеранов гражданской войны, Соцпартия сделала ставку на более молодых политиков.

## Опросы
Результаты предвыборных опросов общественного мнения приведены в таблице ниже в обратном хронологическом порядке, показывая самые последние первыми. Приведены последние даты опроса, а не дата публикации. Если такая дата неизвестна, указана дата публикации. Самый высокий процент в каждом опросе отображается жирным шрифтом и выделен цветом ведущего участника. Колонка справа показывает разницу между двумя ведущими партиями в процентных пунктах. Если конкретный опрос не показывает данные для какой-либо из партий, ячейки этой партии, соответствующая данному опросу показана пустой.
| Организация                                                   | Дата         | Союз демократического центра | Испанская социалистическая рабочая партия | Коммунистическая партия Испании | Народный альянс | Народная социалистическая партия | Демократическое соглашение Каталонии |     | Христианские демократы | Предел погрешности | Количество опрошенных | Разница |  |  |
| ------------------------------------------------------------- | ------------ | ---------------------------- | ----------------------------------------- | ------------------------------- | --------------- | -------------------------------- | ------------------------------------ | --- | ---------------------- | ------------------ | --------------------- | ------- |  |  |
| Организация                                                   | Дата         |                              |                                           |                                 |                 |                                  |                                      |     |                        |                    |                       |         |  |  |
| Итоги выборов                                                 | 15 июня 1977 | 34.4                         | 29.3                                      | 9.3                             | 8.2             | 4.5                              | 2.8                                  | 1.6 | 1.2                    |                    |                       | 5.1     |  |  |
|                                                               |              |                              |                                           |                                 |                 |                                  |                                      |     |                        |                    |                       |         |  |  |
| Gallup                                                        | 14 июня 1977 | 32.0                         | 36.1                                      | 7.3                             | 7.1             | 6.0                              | 3.0                                  | 2.3 | 4.9                    | ±2.8 pp            | 1,200                 | 4.1     |  |  |
| Análisis y Alternativas                                       | 14 июня 1977 | 31.4                         | 26.0                                      | 8.1                             | 9.5             | 6.6                              | 1.7                                  | 2.4 | 5.1                    | ±2.5 pp            | 1,285                 | 5.4     |  |  |
| Facta Vector                                                  | 12 июня 1977 | 30.0                         | 20.7                                      | 7.1                             | 11.3            | 6.2                              | 2.3                                  | 1.3 | 5.0                    | ±1.4 pp            | 5,100                 | 9.3     |  |  |
| Alef                                                          | 11 июня 1977 | 33.7                         | 20.0                                      | 10.8                            | 11.3            | 8.0                              |                                      |     | 11.4                   |                    |                       | 13.7    |  |  |
| Metra Seis                                                    | 10 июня 1977 | 34.4                         | 24.2                                      | 9.7                             | 4.9             | 6.8                              |                                      |     | 3.1                    | ±2.4 pp            | 1,700                 | 10.2    |  |  |
| Sofemasa Архивная копия от 16 февраля 2017 на Wayback Machine | 8 июня 1977  | 34.0                         | 27.0                                      | 8.1                             | 9.2             | 5.4                              | 1.5                                  | 1.0 | 2.6                    | ±0.8 pp            | 15,875                | 7.0     |  |  |
| Metra Seis                                                    | 1 июня 1977  | 40.5                         | 20.7                                      | 7.8                             | 8.3             | 6.1                              | 3.1                                  | 1.4 | 5.6                    | ±2.4 pp            | 1,700                 | 19.8    |  |  |
| Sofemasa Архивная копия от 16 февраля 2017 на Wayback Machine | 19 мая 1977  | 33.8                         | 22.5                                      | 9.7                             | 9.6             | 6.6                              |                                      | 2.7 | 5.0                    | ±2.4 pp            | 1,638                 | 11.3    |  |  |
| Sofemasa Архивная копия от 16 февраля 2017 на Wayback Machine | 5 мая 1977   | 33.5                         | 21.9                                      | 8.8                             | 7.9             | 9.0                              |                                      | 2.5 | 1.8                    | ±2.5 pp            | 1,595                 | 11.6    |  |  |

## Результаты

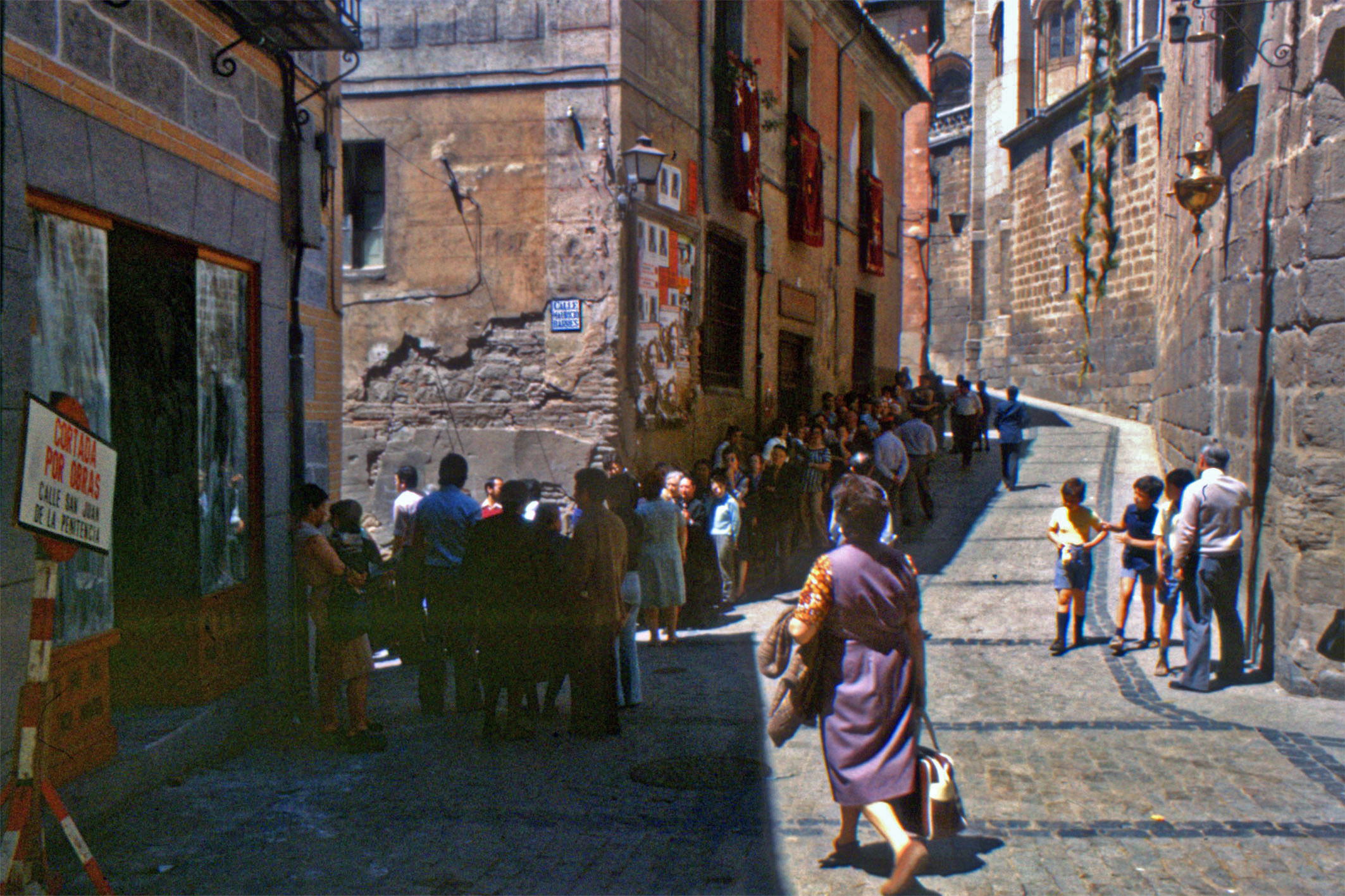
Толедо во время всеобщих выборов 1977 года

Выборы 15 июня 1977 года прошли без инцидентов и с очень высокой явкой, достигшей почти 80 % от числа зарегистрированных избирателей. Победа досталась Союзу демократического центра во главе с Адольфо Суаресом, который сумел стать главной политической силой на национальном уровне, завоевав более трети голосов и 165 мест в нижней палате, хотя и не смог достичь абсолютного большинства в Конгрессе депутатов: для этого ему не хватило 11 мандатов.
Второе место по итогам выборов досталось ИСРП, которая стала крупнейшей левой партией, получив почти 30 % голосов и 118 мест, опередив в итоге Компартию, которая, несмотря на то, что долгое время была ведущей силой антифранкистского сопротивления, заняла лишь третье место. За коммунистов отдали свои голоса менее 10 % голосов избирателей, что обеспечило партии всего лишь 20 депутатских мандатов. Неудача коммунистов произвела сильное впечатление, так как результаты партии не соответствовали её роли в борьбе против диктатуры Франко. Итоги выборов показали, что коммунисты в Испании не пользуются такой значительной поддержкой, как в Италии и Франции. Не смогла добиться больших успехов и Народная социалистическая партия профессора Энрике Тьерно Гальвана, которая, несмотря на участие в выборах вместе с несколькими небольшими социалистическими партиями, смогла получить только 4,5 % голосов и шесть мест.
Наряду с коммунистами к неудачникам выборов можно отнести неофранкистский Народный альянс Мануэля Фрага, сумевший получить лишь чуть более 8,2 % голосов и 16 мест — 13 из которых заняли бывшие министры Франко. Фраге не удалось привлечь голоса консервативно настроенных избирателей, которые в значительной степени предпочли проправительственный Союз демократического центра. Неудача постигла и Федерацию христианских демократов, созданная Хосе Марией Хиль-Роблесом, в прошлом лидером CEDA, самой влиятельной правой партии времён Второй республики. Даже создав коалицию с рядом других христианско-демократических партий, она не получила ни одного места в партии, хотя и набрала более 200 тысяч голосов. Партия левого христианского демократа Хоакина Руиса-Хименеса, экс-министра образования в 1950-х годах, Демократическая левая, также входившая в Федерацию христианских демократов, всё же смогла провести сенат пять депутатов. Эта неудача практически исключило христианских демократов из испанской политической жизни.
Крайне правые и крайне левые партии остались по итогам выборов без парламентского представительства. Ультраправые не смогли объединиться и на выборах противостояли друг другу. Роспуск постфранкистскими властями Испанской фаланги привёл к появлению целого ряда организаций, претендовавших на роль преемника некогда правящего Национального движения. Среди них были новая Испанская фаланга, Подлинная испанская фаланга, Независимая испанская фаланга, ряд региональных и местных партий, таких как Фаланга Гипускоа, а также независимые секции таких партий как «Новая сила» или «Доктринальные круги Хосе Антонио». В результате этого разделения, ни одно образование крайне правых не получило мест в Кортесах. Наибольшего успеха на крайне правом фланге добился Национальный альянс 18 июля, созданный рядом ультраправых партий и групп во главе с Раймундо Фернандесом-Куэста, который был соратником Франко с 1930-х годов. Но и альянс смог получить лишь 0,37 % голосов, оставшись без парламентского представительства.
Влияние на результаты голосования оказало и то, что ни одна из традиционных республиканских партий или их наследников, таких как Республиканская левая или Испанское демократическое республиканское действие, не смогли принять участие в этих выборах, так как не были вовремя зарегистрированы МВД. С подобной проблемой столкнулась и правоконсервативная историческая партия карлистов во главе с Карлосом Уго.

### Конгресс депутатов

Распределение мест среди партий:
Союз демократического центра: 165
Испанская социалистическая рабочая партия: 118
Коммунистическая партия Испании: 20
Народный альянс: 16
Демократическое соглашение Каталонии: 11
Баскская националистическая партия: 8
Народная социалистическая партия: 6
Союз центра и христианских демократов Каталонии: 2
Республиканская левая Каталонии: 1
Левые Страны Басков: 1
Арагонская партия: 1
независимый: 1

| Партии и коалиции                          | Партии и коалиции                                                   | Партии и коалиции                                                                                     | Лидер                                 | Голоса     | Голоса | Голоса | Места | Места |
| Партии и коалиции                          | Партии и коалиции                                                   | Партии и коалиции                                                                                     | Лидер                                 | Голоса     | %      | ±п.п.  | Места | +/−   |
| ------------------------------------------ | ------------------------------------------------------------------- | --- | ------------------------------------- | ---------- | ------ | ------ | ----- | ----- |
|                                            | Союз демократического центра                                        | исп. Unión de Centro Democrático, UCD                                                                 | Адольфо Суарес                        | 6 310 391  | 34,44  | —      | 165   | —     |
|                                            | Испанская социалистическая рабочая партия                           | исп. Partido Socialista Obrero Español , PSOE                                                         | Фелипе Гонсалес                       | 5 371 866  | 29,32  | —      | 118   | —     |
|                                            | Коммунистическая партия Испании                                     | исп. Partido Comunista de España, PCE                                                                 | Сантьяго Каррильо                     | 1 709 890  | 9,33   | —      | 20    | —     |
|                                            | Народный альянс                                                     | исп. Alianza Popular, AP                                                                              | Мануэль Фрага Ирибарне                | 1 526 671  | 8,33   | —      | 16    | —     |
|                                            | Народная социалистическая партия– Социалистическое единство         | исп. Partido Socialista Popular-Unidad Socialista, PSP–US                                             | Энрике Тьерно Гальван                 | 816 582    | 4,46   | —      | 6     | —     |
|                                            | Демократическое соглашение Каталонии                                | кат. Pacte Democràtic per Catalunya, PDPC                                                             | Жорди Пужоль                          | 514 647    | 2,81   | —      | 11    | —     |
|                                            | Федерация христианских демократов– Команда христианских демократов  | исп. Federación de la Democracia Cristiana–Equipo Demócrata Cristiano del Estado Español, FDC–EDCEE   | Антон Каньельяс                       | 414 732    | 2,26   | —      | 2     | —     |
|                                            | Баскская националистическая партия                                  | баск. Euzko Alderdi Jeltzalea, EAJ                                                                    | Хуан де Ахуриагерра                   | 296 193    | 1,62   | —      | 8     | —     |
|                                            | Левые Каталонии– Демократический избирательный фронт                | кат. Esquerra de Catalunya - Front Electoral Democràtic, EC–FED                                       | Эриберт Баррера                       | 143 954    | 0,79   | —      | 1     | —     |
|                                            | Демократический социалистический альянс                             | исп. Alianza Socialista Democrática, ASDCI                                                            | Мануэль Мурильо / Хосе Прат           | 126 944    | 0,69   | —      | 0     | —     |
|                                            | Левый демократический фронт                                         | исп. Frente Democrático de Izquierdas, FDI                                                            | Лоренсо Бенассар / Хоакин Арамбуру    | 122 608    | 0,67   | —      | 0     | —     |
|                                            | Национальный альянс 18 июля                                         | исп. Alianza Nacional 18 de Julio, AN18                                                               | Раймундо Фернандес-Куэста             | 106 078    | 0,58   | —      | 0     | —     |
|                                            | Группа избирателей-рабочих                                          | исп. Agrupación Electoral de los Trabajadores, AET                                                    | Хосе Санрома                          | 77 575     | 0,42   | —      | 0     | —     |
|                                            | Испанская социальная реформа                                        | исп. Reforma Social Española, RSE                                                                     | Мануэль Кантареро                     | 64 241     | 0,35   | —      | 0     | —     |
|                                            | Левые Страны Басков                                                 | баск. Euskadiko Ezkerra, EE                                                                           | Франсиско Летамендиа                  | 61 417     | 0,34   | —      | 1     | —     |
|                                            | Подлинная испанская фаланга                                         | исп. Spanish Phalanx of the Committees for the National-Syndicalist Offensive (Auténtico), FE–JONS(A) | Педро Конде                           | 46 548     | 0,25   | —      | 0     | —     |
|                                            | Фронт рабочего единства                                             | исп. Frente por la Unidad de los Trabajadores, FUT                                                    | Хайме Пастор                          | 41 208     | 0,22   | —      | 0     | —     |
|                                            | Независимые арагонские центристы                                    | исп. Candidatura Aragonesa Independiente de Centro, CAIC                                              | Иполито Гомес де лас Росес            | 37 183     | 0,20   | —      | 1     | —     |
|                                            | Баскская социалистическая ассамблея                                 | баск. Euskal Sozialista Biltzarrea, ESB                                                               |                                       | 36 002     | 0,20   | —      | 0     | —     |

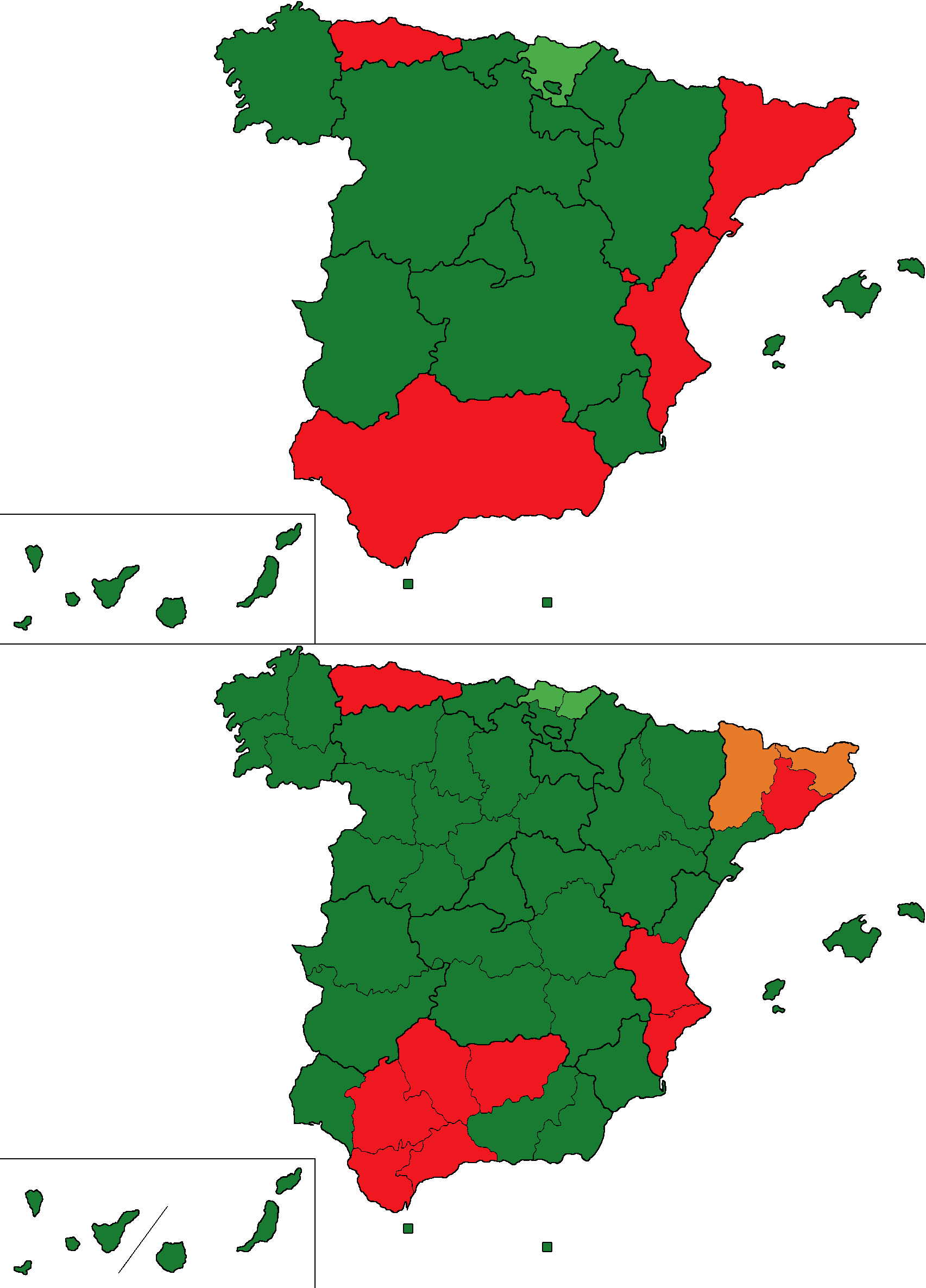
Наибольшее количество голосов за партию в автономных сообществах и провинциях
Союз демократического центра
Испанская социалистическая рабочая партия
Демократическое соглашение Каталонии
Баскская националистическая партия

|                                            | Социалистическая партия Страны Валенсия                             | кат. Partit Socialista del País Valencià, PSPV                                                        | Альфонс Куко                          | 31 138     | 0,17   | —      | 0     | —     |
|                                            | Независимые центристы                                               | исп. Candidatura Independiente de Centro                                                              | Хосе Мигуэль Орти Бордас              | 29 834     | 0,16   | —      | 1     | —     |
|                                            | Галисийская социалистическая партия                                 | галис. Partido Socialista Galego, PSG                                                                 | Хосе Мануэль Бейрас                   | 27 197     | 0,15   | —      | 0     | —     |
|                                            | Наваррский левый союз                                               | исп. Union Navarra de Izquierdas, UNAI                                                                |                                       | 24 489     | 0,13   | —      | 0     | —     |
|                                            | Галисийский народный национальный блок                              | галис. Bloque Nacional Popular Galego, BNPG                                                           |                                       | 22 771     | 0,12   | —      | 0     | —     |
|                                            | Андалусийское региональное единство                                 | исп. Unidad Regional de Andalucía, URA                                                                |                                       | 21 350     | 0,12   | —      | 0     | —     |
|                                            | Каталонская лига– Каталонская либеральная партия                    | кат. Lliga de Catalunya-Partit Liberal Català, LC–PLC                                                 |                                       | 20 109     | 0,11   | —      | 0     | —     |
|                                            | Национальная ассоциация изучения актуальных проблем– Народный центр | исп. Asociación Nacional para el Estudio de Problemas Actuales-Centro Popular, ANEPA–CP               |                                       | 18 113     | 0,10   | —      | 0     | —     |
|                                            | Наваррский автономистский союз                                      | исп. Unión Autónoma Navarra, UAN                                                                      |                                       | 18 079     | 0,10   | —      | 0     | —     |
|                                            | Единый канарский народ                                              | исп. Pueblo Canario Unido, PCU                                                                        |                                       | 17 717     | 0,10   | —      | 0     | —     |
|                                            | Партии, набравшие менее 0,1 % голосов                               | Партии, набравшие менее 0,1 % голосов                                                                 | Партии, набравшие менее 0,1 % голосов | 222 558    | 1,21   | —      | 0     | —     |
|                                            | Пустые бюллетени                                                    | Пустые бюллетени                                                                                      | Пустые бюллетени                      | 46 248     | 0,25   | —      |       |       |
|                                            |                                                                     | |                                       |            |        |        |       |       |
| Всего                                      | Всего                                                               | Всего                                                                                                 | Всего                                 | 18 324 333 | 100,00 |        | 350   | —     |
| Недействительные голоса                    | Недействительные голоса                                             | Недействительные голоса                                                                               | Недействительные голоса               | 265 797    | 1,43   | —      |       |       |
| Зарегистрировано / Явка                    | Зарегистрировано / Явка                                             | Зарегистрировано / Явка                                                                               | Зарегистрировано / Явка               | 23 583 762 | 78,83  | —      |       |       |
|                                            |                                                                     | |                                       |            |        |        |       |       |
| Источник: Ministerio del Interior (España) |                                                                     | |                                       |            |        |        |       |       |

1. ↑  Из них, НП[англ.] — 32, ХДП[англ.] — 17, ФПДЛ[англ.] — 16, СДП[англ.] — 14, НДП[англ.] и АСЛП[англ.] — по 6, НГП[галис.] — 5, СДФ[исп.], РДЭ[англ.] и ЛП[англ.] — по 4, КС[исп.] и МДС — по 2
2. ↑  В том числе, 8 депутатов от СПК-К[кат.]
3. ↑  В том числе, 8 депутатов от ОСПК
4. ↑  Включая Наваррский форалистский альянс (21 900 голосов (0,12 %), 0 мест), Испанский национальный союз, Испанскую демократическую ассоциацию, Сосуществование каталонцев в Каталонии и Фаланги Гипускоа
5. ↑  Из них, 5 депутатов от НСП и 1 от СПА[англ.]
6. ↑  Из них, 5 депутатов от ДКК, 4 от СПК-П[англ.] и 2 от ЛДК[англ.]
7. ↑  Включая Союз центра и христианских демократов Каталонии (172 791 голос (0,94 %), 2 места), «Баскских христианских демократов» (26 100 голосов (0,14 %), 0 мест), Демократический союз Страны Валенсия и Галисийскую народную партию
8. ↑  Оба от Союза центра и христианских демократов Каталонии, из них 1 от ДСК и 1 от КЦ[кат.]
9. ↑  Коалиция Республиканской левой Каталонии, Партии трудящихся Каталонии и партии «Каталонское государство», союзник Левого демократического фронта
10. ↑  Включая Испанскую социалистическую рабочую партию (историческая) (21 242 голоса (0,12 %), 0 мест), Испанскую социал-демократическую партию (3 786 голосов (0,02 %), 0 мест), Трудовую партию Валенсии и сектора Испанской социальной реформы
11. ↑  Коалиция Рабочей партии Испании, Независимой социалистической партии, Блока независимых социалистов и Партии объединённых коммунистов Канарских островах, союзник Левых Каталонии – Демократического избирательного фронта
12. ↑  Коалиция «Новой силы», Доктринальных кругов Хосе Антонио и Ассоциация молодых традиционалистов при поддержке Национальной конфедерации ветеранов и Традиционалистского причастия
13. ↑  Коалиция ПБР[англ.] и КДСБ[англ.] в Стране Басков
14. ↑  Коалиция Революционной коммунистической лиги, Коммунистического действия, Организации левых коммунистов и ПОУМ
15. ↑  Баскские независимые демократы, Кандидаты народного единства за социализм, Балеарский автономистский союз, Левый центр Альбасете, Регионалистское единство, Наваррский независимый фронт, Канарская народная партия, Социальные христианские демократы Каталонии, Социалистическое движение, Карлисты за федерализм и самоуправление, Социальное аграрное действие, Баскское националистическое действие, Конгресс независимых кандидатов Жироны, Арагонские христианские демократы, Независимые Риохи, Кандидаты народного единства, Социалистическая партия Канарских островов, Независимая партия Мадрида, Арагонский автономистский фронт, Проверистская партия, Левое канарское единство, Галисийская демократическая партия, Демократический союз Балеарских островов, Федерация трудящихся, Радикально-социалистическая партия Валенсии, Карлисты-избиратели Страны Валенсии, Группа независимых городских и сельских избирателей, Объединённые левые регионалисты, Независимые кандидаты малого бизнеса, Ассоциация избирателей Сеуты, Группа избирателей-карлистов, Независимая испанская фаланга, Испанская аграрная партия, Независимая либеральная партия, Андалусийский левый блок, Левые андалусийские кандидаты, независимые кандидаты

### Сенат
Из 248 членов Сената 207 были избраны в провинциях прямым голосованием, оставшиеся 41 были назначены королём в соответствии с Законом о политической реформе. В выборах в верхнюю палату приняли участие всего лишь 2 423 668 человек (10,28 %). 43 247 бюллетеня (1,78%) были признаны недействительными, 23 875 (0,985 %) оказались пустыми.
| Партии                                         | Места |     |     |     |  |  |  |  |
| Союз демократического центра                   | 106   |     |     |     |  |  |  |  |
| Испанская социалистическая рабочая партия      | 47    |     |     |     |  |  |  |  |
| Сенаторы, назначенные королём                  | 41    |     |     |     |  |  |  |  |
| Независимые                                    | 17    |     |     |     |  |  |  |  |
| Демократическая левая                          | 5     |     |     |     |  |  |  |  |
| Объединённая социалистическая партия Каталонии | 4     |     |     |     |  |  |  |  |
| Каталонские социалисты                         | 4     |     |     |     |  |  |  |  |
| Народная Социалистическая партия               | 4     |     |     |     |  |  |  |  |
| Баскская националистическая партия             | 4     |     |     |     |  |  |  |  |
| Социалистическая партия Каталонии—Конгресс     | 3     |     |     |     |  |  |  |  |
| Демократическая конвергенция Каталонии         | 2     |     |     |     |  |  |  |  |
| Народный альянс                                | 2     |     |     |     |  |  |  |  |
| Независимые баскские националисты              | 2     |     |     |     |  |  |  |  |
| Либеральный альянс                             | 1     |     |     |     |  |  |  |  |
| Коммунистическая партия Испании                | 1     |     |     |     |  |  |  |  |
| Республиканская левая Каталонии                | 1     |     |     |     |  |  |  |  |
| Сила баскского социалистического единства      | 1     |     |     |     |  |  |  |  |
| Левые Страны Басков                            | 1     |     |     |     |  |  |  |  |
| Независимые арагонские центристы               | 1     |     |     |     |  |  |  |  |
| Ассамблея Майорера                             | 1     |     |     |     |  |  |  |  |
|                                                |       |     |     |     |  |  |  |  |
| Всего                                          | 248   | 248 | 248 | 248 |  |  |  |  |

## Результаты по регионам
Распределение голосов и мандатов за партии и коалиции по регионам Испании.
| Регион            | СДЦ        | СДЦ   | ИСРП       | ИСРП  | КПИ        | КПИ   | НА         | НА    | НСП        | НСП   | ДСК        | ДСК   | ФХД/КХД    | ФХД/КХД | БНП        | БНП   | Регионалисты | Регионалисты | Всего |
| Регион            | Голоса (%) | Места | Голоса (%) | Места | Голоса (%) | Места | Голоса (%) | Места | Голоса (%) | Места | Голоса (%) | Места | Голоса (%) | Места   | Голоса (%) | Места | Голоса (%)   | Места        | Всего |
| ----------------- | ---------- | ----- | ---------- | ----- | ---------- | ----- | ---------- | ----- | ---------- | ----- | ---------- | ----- | ---------- | ------- | ---------- | ----- | ------------ | ------------ | ----- |
| Андалусия         | 34,3       | 26    | 36,1       | 27    | 11,3       | 5     | 7,0        | 0     | 4,7        | 1     | —          | —     | 1,1        | 0       | —          | —     | 0,7          | 0            | 59    |
| Арагон            | 37,0       | 7     | 24,7       | 5     | 4,9        | 0     | 8,8        | 0     | 9,8        | 1     | —          | —     | 1,4        | 0       | —          | —     | 6,4 %        | 1            | 14    |
| Астурия           | 30,8       | 4     | 31,7       | 4     | 10,4       | 1     | 13,5       | 1     | 7,1        | 0     | —          | —     | 0,6        | 0       | —          | —     | 1,9          | 0            | 10    |
| Балеары           | 51,9       | 4     | 23,3       | 2     | 4,4        | 0     | 9,0        | 0     | 5,1        | 0     | —          | —     | —          | —       | —          | —     | 4,7          | 0            | 6     |
| Валенсия          | 33,0       | 11    | 36,3       | 13    | 9,1        | 2     | 5,9        | 1     | 4,6        | 1     | —          | —     | 2,6        | 0       | —          | —     | 1,6          | —            | 29    |
| Галисия           | 53,7       | 20    | 15,5       | 3     | 3,0        | 0     | 13,1       | 4     | 4,7        | 0     | —          | —     | 2,0        | 0       | —          | —     | 4,4          | 0            | 27    |
| Канары            | 60,4       | 10    | 16,7       | 3     | 3,3        | 0     | 7,3        | 0     | 3,9        | 0     | —          | —     | —          | —       | —          | —     | 6,5          | 0            | 13    |
| Кантабрия         | 40,0       | 3     | 26,3       | 1     | 5,4        | 0     | 14,2       | 1     | 2,7        | 0     | —          | —     | 2,3        | 0       | —          | —     | —            | —            | 5     |
| Кастилия-Ла-Манча | 42,5       | 12    | 29,8       | 8     | 7,2        | 0     | 12,8       | 1     | 2,4        | 0     | —          | —     | 0,2        | 0       | —          | —     | 1,3          | 0            | 21    |
| Кастилия-Леон     | 51,4       | 25    | 23,6       | 8     | 3,7        | 0     | 11,7       | 2     | 3,5        | 0     | —          | —     | 2,2        | 0       | —          | —     | —            | —            | 35    |
| Каталония         | 16,9       | 9     | 28,5       | 15    | 18,3       | 8     | 3,5        | 1     | 1,4        | 0     | 16,9       | 11    | 5,6        | 2       | —          | —     | 5,3          | 1            | 47    |
| Мадрид            | 31,9       | 11    | 31,7       | 11    | 10,7       | 4     | 10,5       | 3     | 9,1        | 3     | —          | —     | 1,5        | 0       | —          | —     |              | 0            | 32    |
| Мурсия            | 40,7       | 4     | 34,9       | 4     | 6,7        | 0     | 6,7        | 0     | 5,0        | 0     | —          | —     | 2,0        | 0       | —          | —     | —            | —            | 8     |
| Наварра           | 29,0       | 3     | 21,1       | 2     | 2,4        | 0     | 8,4        | 0     | 2,5        | 0     | —          | —     | 4,0        | 0       | 7,0        | 0     | 13,5 %       | 0            | 5     |
| Риоха             | 41,3       | 2     | 26,3       | 1     | 2,8        | 0     | 14,4       | 1     | 2,3        | 0     | —          | —     | 2,6        | 0       | —          | —     | 5,8          | 0            | 4     |
| Страна Басков     | 12,8       | 4     | 26,5       | 7     | 4,5        | 0     | 7,1        | 1     | 1,8        | 0     | —          | —     | 2,6        | 0       | 29,3       | 8     | 11,6         | 1            | 21    |
| Эстремадура       | 50,0       | 8     | 30,8       | 4     | 5,4        | 0     | 7,8        | 0     | 1,8        | 0     | —          | —     | 0,6        | 0       | —          | —     | —            | —            | 12    |
| Сеута             | 36,2       | 1     | 32,4       | 0     | —          | —     | 12,0       | 0     | 11,4       | 0     | —          | —     | —          | —       | —          | —     | 4,5          | 0            | 1     |
| Мелилья           | 56,2       | 1     | 27,2       | 0     | 5,0        | 0     | 10,9       | 0     | —          | —     | —          | —     | —          | —       | —          | —     | —            | —            | 1     |
| Всего             | 34,44      | 165   | 29,32      | 118   | 9,33       | 20    | 8,33       | 16    | 4,46       | 6     | 2,81       | 11    | 2,26       | 2       | 1,62       | 8     | н/д          | н/д          | 350   |

1. ↑  Андалусийское региональное единство
2. ↑  Социалистическая партия Арагона
3. ↑  Независимые арагонские центристы — 5,7 %, Арагонский автономистский фронт — 0,7 %
4. ↑  Независимые арагонские центристы
5. ↑  Балеарский автономистский союз — 3,8, Демократический союз Балеарских островов — 0,9
6. ↑  Социалистическая партия Страны Валенсия
7. ↑  Совместный список Галисийской народной и Галисийской социал-демократической партий
8. ↑  Галисийская социалистическая партия — 2,4 %, Галисийский народный национальный блок — 2,0
9. ↑  Единый канарский народ — 3,2 %, Канарская народная партия — 1,7 %, Социалистическая партия Канарских — 0,9 %, Левое канарское единство — 0,7 %
10. ↑  Левый центр Альбасете
11. ↑  Совместный список с Социалистической партии Каталонии—Конгресс
12. ↑  Объединённая социалистическая партия Каталонии
13. ↑  Союз центра и христианских демократов Каталонии
14. ↑  «Левые Каталонии» (Республиканская левая Каталонии и союзники) — 4,7 %, Каталонская лига–Каталонская либеральная партия — 0,6
15. ↑  Республиканская левая Каталонии
16. ↑  Наваррский форалистский альянс
17. ↑  Наваррский автономистский союз при участии Баскской националистической партии
18. ↑  Наваррский левый союз — 9,4 %, Наваррский независимый фронт — 4,1 %
19. ↑  Независимые кандидаты Риохи — 4,1 %, Группа независимых Риохи — 1,7
20. ↑  Баскские христианские демократы
21. ↑  Левые Страны Басков — 6,0 %, Баскская социалистическая ассамблея — 3,5 %, Баскские независимые демократы — 1,5 %, Баскское националистическое действие — 0,6 %
22. ↑  Левые Страны Басков
23. ↑  Ассоциация избирателей Сеуты

Союз демократического центра победил в 39 провинциях. Социалисты выиграли выборы в 9 провинциях. Демократическое соглашение Каталонии взяли верх в Жироне и Льейде, баскские националисты первенствовали в Бискайе и Гипускоа.

## После выборов
После выборов в Испании сложилась так называемая «несовершенная двухпартийная» партийная система, две основные силы которой (СДЦ и ИСРП), стоявшие в политическом «центре», смогли собрать 63 % голосов и получить более 80 % мест (283 из 350) в парламенте. Ведущей силой левого фланга стали коммунисты, правого — Народный альянс. Исключение составляли Страна Басков, где 8 мест получила Баскская националистическая партия и одно место коалиция Левые Страны Басков, и Каталония, в которой 11 мест завоевало Демократическое соглашение Каталонии Жорди Пужоля и одно место коалиция Левые Каталонии.
Председателем парламента был избран Антонио Эрнандес Хиль. Председателем Конгресса стал Фернандо Альварес де Миранда (СДЦ).
Премьер-министром остался Адольфо Суарес, назначенный королём 5 июля 1976 года.
Голосование по утверждению новой конституции состоялось 31 октября 1978 года. В Конгрессе проект был поддержан 325 депутатами (92,86 %), 6 проголосовали против, 14 человек воздержались, 5 отсутствовали. В Сенате за новую конституцию отдали свои голоса 226 депутатов (91,13 %), 5 проголосовали против, 8 человек воздержались, 9 отсутствовали.